# Siergiej Karasiow (sędzia piłkarski)
Siergiej Giennadjewicz Karasiow, ros. Сергей Геннадьевич Карасёв (ur. 12 czerwca 1979 w Moskwie) – rosyjski sędzia piłkarski. Od 2010 roku sędzia międzynarodowy.
Karasiow znalazł się na liście 35 sędziów Mistrzostw Świata 2018.

## Sędziowane mecze Mistrzostw Europy 2016
| Mecz                 | Data       | Miejsce                   | Runda        | Wynik | Żółta kartka | Czerwona kartka |
| -------------------- | ---------- | ------------------------- | ------------ | ----- | ------------ | --------------- |
| Rumunia – Szwajcaria | 15.06.2016 | Parc des Princes, Paryż   | Faza grupowa | 1:1   | 6            | 0               |
| Islandia – Węgry     | 18.06.2016 | Stade Vélodrome, Marsylia | Faza grupowa | 1:1   | 6            | 0               |

## Sędziowane mecze Mistrzostw Świata 2018
| Mecz             | Data       | Miejsce                   | Runda        | Wynik | Żółta kartka | Czerwona kartka |
| ---------------- | ---------- | ------------------------- | ------------ | ----- | ------------ | --------------- |
| Australia – Peru | 26.06.2018 | Stadion Olimpijski, Soczi | Faza grupowa | 0:2   | 6            | 0               |

## Sędziowane mecze Mistrzostw Europy 2020
| Mecz                | Data       | Miejsce                  | Runda        | Wynik | Żółta kartka | Czerwona kartka |
| ------------------- | ---------- | ------------------------ | ------------ | ----- | ------------ | --------------- |
| Włochy – Szwajcaria | 16.06.2021 | Stadio Olimpico, Rzym    | Faza grupowa | 3:0   | 2            | 0               |
| Niemcy – Węgry      | 23.06.2021 | Allianz Arena, Monachium | Faza grupowa | 2:2   | 5            | 0               |
| Holandia – Czechy   | 27.06.2021 | Puskás Aréna, Budapeszt  | 1/8 Finału   | 0:2   | 3            | 1               |